# Aleksander Lossow-Niemojowski
Aleksander Józef Lossow-Niemojowski herbu Wierusz, ps. „Alik”, „Ludwik” „1226” (ur. 14 stycznia 1910 w Boruszynie, zm. 6 sierpnia 1944 w Warszawie) – rotmistrz rezerwy Wojska Polskiego.

## Życiorys
Aleksander Lossow (von Lossow) hr. Ryś odmiana własna, urodził się 14 stycznia 1910 w Boruszynie, w rodzinie Józefa Antoniego Lossow z Lossowa (1874-1950) i Heleny hrabianki Szembek ze Słupowa (1880-1965). Jego ojciec w czasie powstania wielkopolskiego był organizatorem i dowódcą 1 pułku strzelców konnych wielkopolskich, przemianowanego później na 1 pułk ułanów wielkopolskich, a w końcu na 15 pułk ułanów poznańskich. Miał trzy siostry: Marię (1905–2004), Zofię (1907–2003) i Halinę (1908–2005). Aleksander Lossow został adoptowany przez swego wuja Wacława Niemojowskiego (1865–1939), żonatego z Zofią hrabianką Szembek ze Słupowa, siostrą Heleny.
W okresie od 25 lipca 1928 do 23 kwietnia 1929 był słuchaczem Szkoły Podchorążych Rezerwy Kawalerii w Grudziądzu. Po ukończeniu szkoły odbył praktykę w 15 pułku ułanów poznańskich w Poznaniu. Służbę zakończył w stopniu plutonowego podchorążego. Na podporucznika awansował ze starszeństwem z dniem 1 stycznia 1932 w korpusie oficerów rezerwy kawalerii. W 1934 pozostawał w ewidencji Powiatowej Komendy Uzupełnień w Kościanie. Posiadał przydział mobilizacyjny do 15 pułku ułanów poznańskich.
W dniu 16 kwietnia 1936, w kościele parafii Kobylniki-Obrzycko zawarł związek małżeński z Anielą von Moszczenski hr. Nałęcz. Mieli jedną córkę Marię (1937–2010).
W czasie kampanii wrześniowej był dowódcą II plutonu w szwadronie ciężkich karabinów maszynowych 15 pułku ułanów poznańskich. Walczył w bitwie nad Bzurą. 10 września 1939, w czasie walk o Walewice został ciężko ranny (80% inwalidztwa).
W czasie okupacji niemieckiej działał w konspiracyjnej Narodowej Organizacji Wojskowej. Między innymi pełnił funkcję kierownika Wydziału Wojskowego Okręgu Stołecznego NOW.
W czasie powstania warszawskiego był szefem sztabu Zgrupowania „Paweł”. 5 sierpnia 1944 w czasie obrony cmentarzy wolskich został ranny. Następnego dnia został zamordowany przez hitlerowców razem z innymi pacjentami i personelem Szpitala Karola i Marii przy ulicy Leszno.
9 września 1944 dowódca Armii Krajowej rozkazem numer 412 odeznaczył go pośmiertnie Krzyżem Srebrnym Orderu Virtuti Militari.